# Bracon pellucidus
Bracon pellucidus är en stekelart som beskrevs av Julius Theodor Christian Ratzeburg 1852. Bracon pellucidus ingår i släktet Bracon och familjen bracksteklar. Inga underarter finns listade.